# Edmonia Lewis
Mary Edmonia Lewis, född i juli 1844 i Greenbush i New York, död 17 september 1907 i London, var en amerikansk skulptör som under större delen av sin karriär var verksam i Rom i Italien. Hon var den första afroamerikanska kvinna och första konstnär härstammande från USA:s ursprungsbefolkning som nådde internationell framgång som skulptör. Hon är känd för sina nyklassicistiska skulpturer där hon arbetade med teman som relaterar till USA:s ursprungsbefolkningar och afroamerikaner.
Lewis började uppmärksammas under Amerikanska inbördeskriget och var länge den enda svarta kvinna som varit en del av och fått internationellt erkännande från den amerikanska konstvärlden. Forskaren Molefi Kete Asante tog med Edmonia Lewis i sin bok 100 Greatest African Americans.

## Biografi

### Unga år
Edmonia Lewis födelsedatum är oklart men brukar tillskrivas den 4 juli 1844. Hon föddes i Greenbush i New York, som idag är staden Rensselaer. Hennes far var haitier med afrikansk härkomst och hennes mor var afroamerikan med släktband till Mississauga-Ojibwa, en av USA:s ursprungsbefolkningar. Lewis mor var textilhantverkare och hennes far arbetade som betjänt.
Lewis far dog 1847 och vid nio års ålder var båda hennes föräldrar döda. Hon och hennes äldre halvbror Samuel blev adopterade av deras två mostrar. Samuel föddes 1835 på Haiti och var son till Lewis far och hans första fru. Familjen kom till USA när Samuel var ung. Fadern dog när Samuel var 12 år och han tog då jobb som barberare.
Barnen stannade hos sina mostrar i närheten av Niagarafallen i ungefär fyra år. Lewis och hennes mostrar sålde Ojibwa-korgar, mockasiner, blusar och andra souvenirer till turister vid Niagarafallen i Toronto och Buffalo, New York. Under denna period kallades hon för Löpeld, hennes Ojibwa-namn, och hennes bror kallade för Solsken. 1852 reste Samuel till San Francisco och Lewis togs om hand av kapten S. R. Mills som såg till hennes uppehälle och att hon fick en utbildning.
1856 skrevs Lewis in på New-York Central College i McGrawville, en abolitionistisk baptistskola. 1858 tog hon sommarkurser för att kunna komma in på college. I en intervju berättade hon senare att hon fick sluta efter tre år, eftersom hon ansågs för vild.
| ”               | Fram till att jag var 12 år levde jag detta kringflackande liv - fiskade och simmade … och sydde mockasiner. Sedan skickades jag till en skola i tre år i [McGrawville], men ansågs vara vild - de kunde inte göra något åt det.. | „ |
| – Edmonia Lewis | |   |

### Utbildning
1859, när Edmonia Lewis var ungefär 15 år, skickade hennes bror Samuel och abolitionister henne till Oberlin College i Ohio, ett av de första amerikanska högre läroverk som tog in kvinnor och personer från olika etnicitet. Där bytte hon namn till Mary Edmonia Lewis och började studera konst. Från 1859 var Lewis inneboende hos pastor John Keep och hans fru tills hon lämnade college 1863. Pastor Keep var vit, satt i skolans styrelse, var en uttalad abolitionist, och talesman för att olika grupper i samhället skulle gå i skolan tillsammans. Trots Oberlins status som ett lärosäte där svarta kvinnor kunde studera tillsammans med vita män förtrycktes Lewis ändå utifrån sin ställning som svart kvinna. Hon, och alla andra kvinnliga studenter, fick sällan möjlighet att aktivt delta i klassrummet eller prata vid offentliga möten. Under läsåret 1859–1860 skrev Lewis in sig på Young Ladies' Preparatory Department som utformats "för att ge unga damer tillgång till en grundläggande mental disciplin och den speciella övning som kommer att kvalificera dem för undervisning och andra uppgifter inom sin sfär."
Under vintern 1862, några månader efter inbördeskrigets utbrott, inträffade en händelse som berörde Edmonia Lewis och två av hennes klasskamrater - Maria Miles och Christina Ennes. De tre kvinnorna, som alla var inneboende hos Keep, planerade att åka släde med några pojkar senare den dagen. Före slädturen serverade Lewis sina vänner kryddat vin. Kort därefter blev Miles och Ennes allvarligt sjuka. Läkare undersökte dem och slog fast att de två kvinnorna hade fått i sig något slags gift – enligt uppgift kantaridin – ett så kallat afrodisiakum. Först var det inte säkert att de skulle överleva men redan dagen därpå framgick det att de två kvinnorna skulle återhämta sig. På grund av deras tillfrisknande tog myndigheterna i början ingen notis om händelsen. Det finns inga bevis för att Lewis förgiftade de två studenterna eller att läkare faktiskt fann några spår av gift i Miles och Ennes.
Nyheten om händelsen spred sig snabbt i staden Oberlin, vars befolkning i allmänhet inte förespråkade samma progressiva åsikter som högskolan. En natt när Lewis gick hem ensam, överfölls hon av okända angripare som släpade ut henne på ett öppet fält, misshandlade hennes svårt och lämnade henne att dö. Efter attacken arresterades Lewis av de lokala myndigheterna och de åtalade henne för att ha förgiftat sina vänner. John Mercer Langston, en tidigare student vid Oberlin College, och den enda praktiserande afroamerikanska advokaten i Oberlin, representerade Lewis under rättegången. Även om flertalet vittnen talade emot henne och hon inte vittnade själv frikände juryn henne från anklagelserna.
Återstoden av Lewis tid vid Oberlin präglades av isolering och fördomar. Till på köpet anklagades Lewis, ungefär ett år efter rättegången, för att ha stulit konstnärsmateriel från skolan. Hon frikändes dock på grund av brist på bevis, men blev inte fullständigt rentvådd. Hon förbjöds att anmäla sig till sista terminen av Marianne Dascomb, rektor för Young Ladies Course, vilket förhindrade Lewis från att ta examen.

## Konstnärskap

### Boston

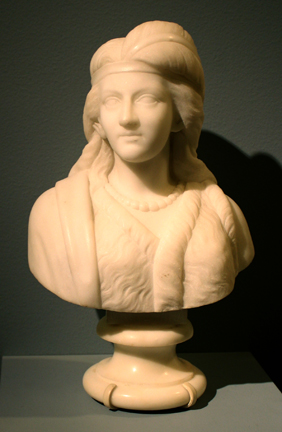
Minnehaha (1868), marmorbyst ur Newark Museums samling.

I början av 1864, efter college, flyttade Lewis till Boston där hon påbörjade sin konstnärliga bana som skulptör. Paret Keep skrev ett introduktionsbrev för Lewis till William Lloyd Garrison i Boston, och han introducerade henne för etablerade skulptörer i området, och även skribenter som omskrev henne i abolitionist-tidskrifter. Men det var inte lätt för Lewis att hitta en handledare. De tre första skulptörer hon tillfrågade vägrade, men den fjärde, Edward Augustus Brackett (1818–1908), gick med på att undervisa henne. Han var en ganska framgångsrik skulptör som specialiserat sig på porträttbyster i marmor. Flera av tidens viktigaste abolitionister, inklusive Henry Wadsworth Longfellow, William Lloyd Garrison, Charles Sumner och John Brown hade beställt byster av honom. Som undervisning lät han henne kopiera skulpturfragment i lera vilka han sedan bedömde. Under hans handledning skapade hon sina egna verktyg och sålde sitt första verk, en skulptur av en kvinnohand för åtta dollar. Anne Whitney, också skulptör och vän med Lewis, skrev 1864 i ett brev till sin syster att Lewis relation med sin lärare inte slutade vänskapligt. Orsaken till splittringen nämns dock inte i brevet. Samma år hade Lewis sin första utställning då hon öppnade sin ateljé för allmänheten.
I sin konst lät sig Lewis inspireras av abolitionisterna och hjälteberättelser från Amerikanska inbördeskriget. Under 1863 och 1864 skulpterade hon flera kända abolitionister som John Brown och överste Robert Gould Shaw, som hon hade träffat. Shaws familj imponerades så pass mycket av bysten som hon gjort av honom, att de köpte verket. Lewis gjorde även 100 gipsavgjutningar av bysten som hon sålde för 15 dollar styck. Detta blev hennes mest välkända verk vid den här tiden och pengarna som hon tjänade på bysten gjorde att hon så småningom kunde resa till Rom.
Under perioden 1864–1871 omskrevs eller intervjuades Lewis av Lydia Maria Child, Elizabeth Peabody, Anna Quincy Waterston och Laura Curtis Bullard – alla viktiga kvinnor i Bostons och New Yorks abolitionistkretsar. Dessa artiklar publicerades i viktiga abolitionist-tidskrifter som Broken Fetter, Christian Register och Independent. Lewis motsatte sig inte täckningen i pressen, och hon var inte känd för att neka monetärt stöd. Däremot tolererade hon inte falskt beröm. Hon var väl medveten om att vissa inte uppskattade hennes konst men såg henne som en möjlighet för att uttrycka sitt stöd för mänskliga rättigheter.
Tidiga populära verk omfattar medaljongporträtt av abolitionisterna John Brown och William Lloyd Garrison. Lewis lät sig också inspireras av Henry Wadsworth Longfellow och hans litterära verk, särskilt hans diktepos The Song of Hiawatha. Hon gjorde byster av flera av dess huvudpersoner som han tecknade utifrån olika Ojibwalegender.

### Rom

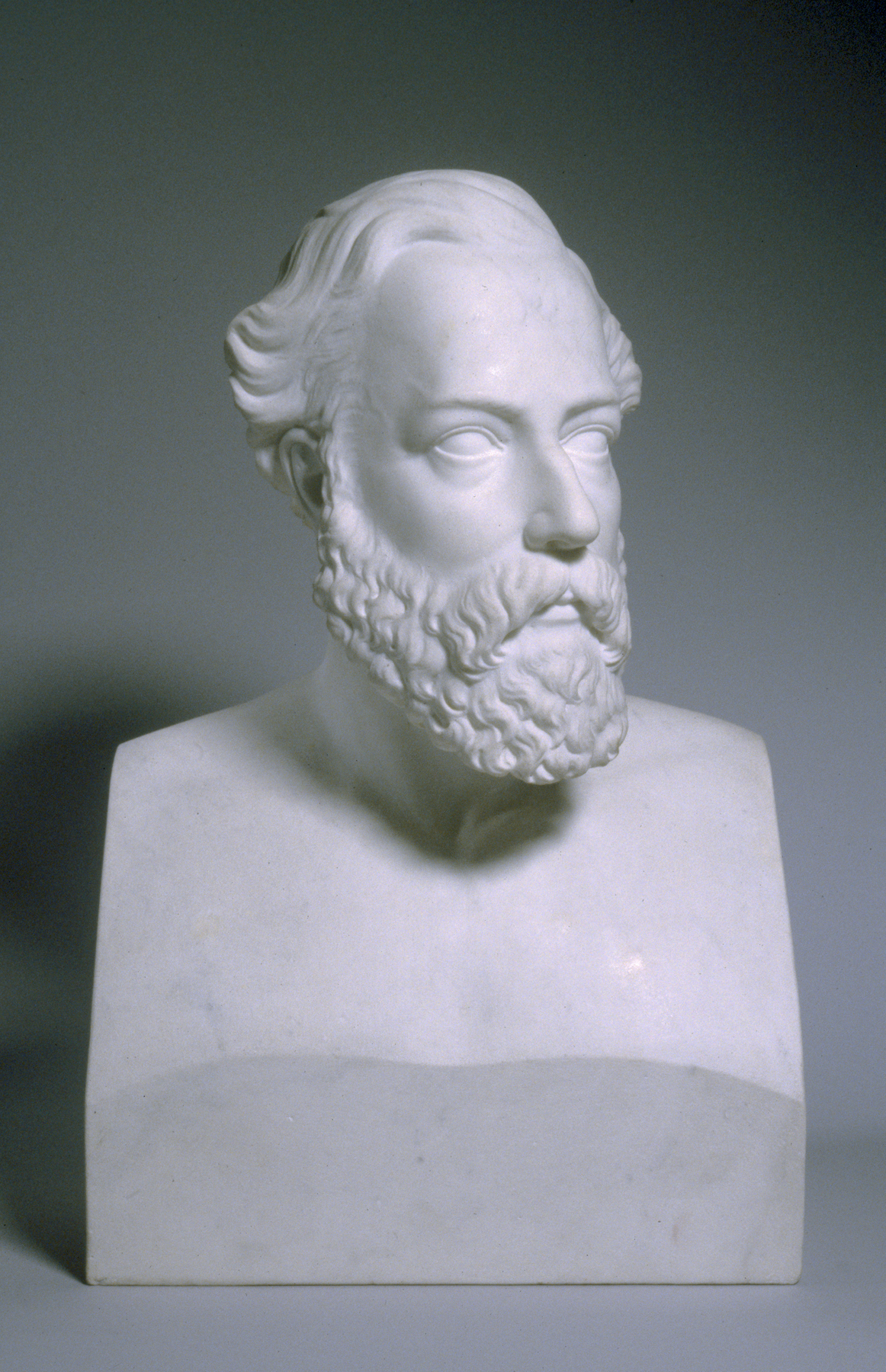
Under sin tid i Rom tillägnade sig Lewis den nyklassicistiska skulpturstilen, vilket syns i Bysten av Dr. Dio Lewis (1868).

Framgången och populariteten för hennes verk i Boston innebar i förlängningen att Lewis 1866 fick råd att resa till Rom. I hennes pass från 1865 står det "M. Edmonia Lewis är en svart flicka som genom skriftlig rekommendation skickas till Italien på grund av sin stora talang som skulptör".. Den etablerade skulptören Hiram Powers upplät plats i sin ateljé där hon kunde arbeta. Hon blev snart en del av en krets med utländska ditflyttade konstnärer och hon startade en ateljé i den italienska 1700-talsskulptören Antonio Canova före detta studio. Hon fick professionellt stöd från både Charlotte Cushman, en skådespelerska från Boston och en viktig person bland utländska skulptörer i Rom, och Maria Weston Chapman som hängivet arbetade för slaveriets avskaffande. Att Lewis som kvinna, afroamerikan och ursprungsamerikan var verksam som skulptör i Rom blev en världsnyhet. Bland annat omskrevs hon i notisform i både Dagens Nyheter och Aftonbladet.
Det var i Rom som Lewis tillbringade merparten av sin vuxna karriär. Italiens mindre uttalade rasism, i förhållande till många andra länder vid den här tiden, gav större möjligheter för en svart konstnär. Hon började skulptera i marmor inom en nyklassicistisk tradition, men fokuserade på naturalism i sitt val av teman som refererade till svarta människor och amerikansk ursprungsbefolkning. I stor utsträckning inspirerades hon av den antika kulturen som omgav henne i Italien. Bland annat lät hon människorna i sina skulpturer draperas i togaliknande kläden istället för samtida kläder.

The Old Arrow-Maker and His Daughter (1866).

Lewis skiljde sig i sitt sätt att arbeta från många av de andra utländska skulptörerna i Rom vid den här tiden. Istället för att låta italienska skulptörer hugga ut skulpturerna i marmor utifrån ler- eller vaxmodeller, vilket var brukligt, gjorde hon detta själv. Samtidigt uttryckte många manliga skulptörer tvivel gentemot kvinnliga skulptörer i allmänhet, och anklagade dem för att inte göra sina egna verk. Lewis var också känd för att göra skulpturer innan hon fått provision eller skickade obeställda arbeten till kunder i Boston och begärde att de skulle samla in pengar till material och frakt.
Under sin tid i Rom fortsatte Lewis att ge uttryck för sitt afroamerikanska och ursprungsamerikanska ursprung. Ett av hennes mer känd verk, Forever Free, är en kraftfull gestaltning av en afroamerikansk man och kvinna som frigör sig från slaveriets bojor. En annan skulptur som kallas för The Arrow Maker and His Daughter föreställer en far av indiansk härkomst som lär sin dotter att göra en pil.
Hennes verk såldes för stora summor. I en artikel från 1873 i New Orleans Picayune skrevs att "Edmonia Lewis har erhållit två provisioner på vardera 50 000 dollar." Hennes stora popularitet gjorde att hennes ateljé blev ett turistmål. Lewis hade flera stora soloutställningar under sin tidiga karriär, inklusive en i Chicago, Illinois 1870 och en i Rom 1871.

### Sena karriär

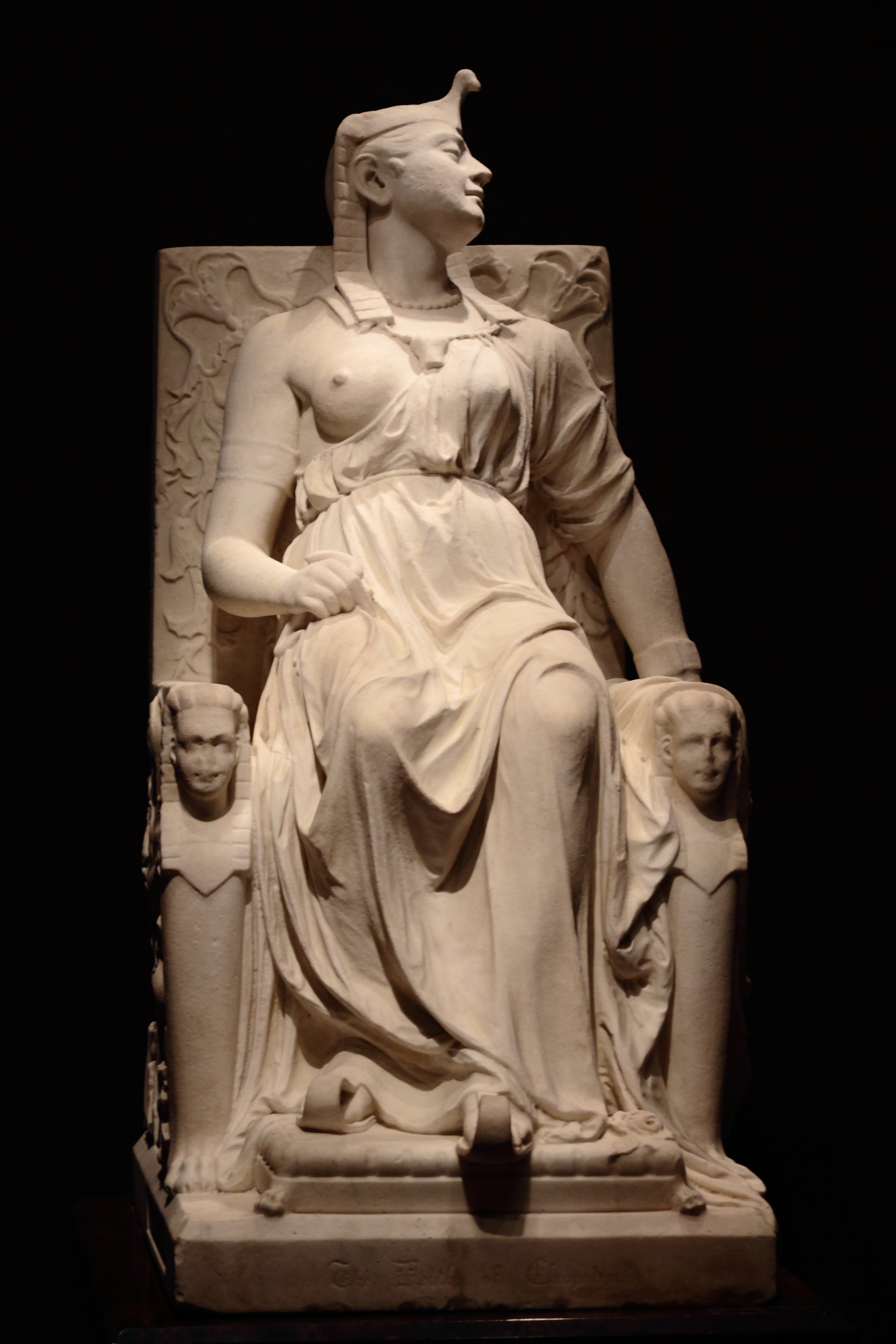
The Death of Cleopatra (1876), marmorskulptur ur Smithsonian American Art Museums samling.

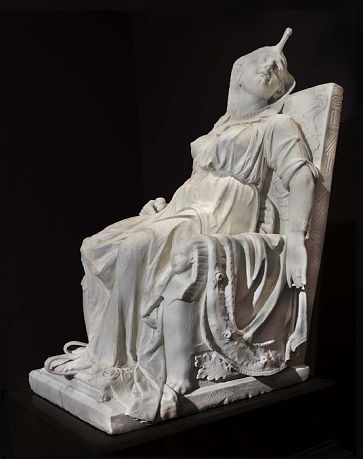
The Death of Cleopatra (1876) från sidan.

En viktig händelse var hennes deltagande i Centennial Exposition i Philadelphia 1876. För utställningen skapade hon den monumentala, 1,4 ton tunga marmorskulpturen The Death of Cleopatra, som gestaltar drottning Kleopatra VII i dödsvåndor. Om verket skrev konstnären J. S. Ingraham att det var den mest anslående skulpturen i den amerikanska sektionen av utställningen. Många i publiken uttryckte förfäran över den franka avbildningen av döden men skulpturen lockade 1000-tals med besökare. Kleopatra ansågs vara både en sensuell skönhet och en kvinna med demonisk kraft. Hennes självmord har skildrats både i konst, litteratur och film. Edmonia Lewis The Death of Cleopatra var nyskapande då den porträtterade den egyptiska drottningen på ett icke tillrättalagt och icke elegant sätt, ett brott från det viktorianska sättet att representera död på. Även om hennes vita samtidiga kollegor också skulpterande Kleopatra och andra liknande ämnen var Lewis mer benägen att granska förutsättningarna utifrån ras och kön på grund av att hon, precis som Kleopatra, var svart och kvinna. Dock avbildade hon Kleopatra som en vit kvinna. I många tidigare verk hade hennes till största delen vita publik ofta misstolkat hennes verk som självporträtt. För att undvika detta började hon gestalta sina kvinnliga figurer som typiskt vita européer.
| ” | Kopplingen mellan Kleopatra och de svartas Afrika var så grundläggande att… en avbildning av den antika egyptiska drottningen tvingade fram frågor om hennes etnicitet och den potentiella förväntan om henne som svart. Lewis vita drottning hade auran av historisk korrekthet utan att offra den symboliska kopplingen till abolitionism, de svartas Afrika och den svarta diasporan. Men vad skulpturen inte gör är att rasifiera konstnärskroppen. Lewis kunde inte med lätthet läsas in i representationen när hennes ämne var kroppsligt vit. | „ |

Ett erkännande kom 1877 då den före detta amerikanska presidenten Ulysses S. Grant beställde ett porträtt av henne. Han satt modell för henne och var nöjd med resultatet. Hon skapade också en byst av Charles Sumner för 1895 Atlanta Expositions räkning.
I slutet av 1880-talet minskade nyklassicism i popularitet och därmed även intresset för Lewis konst. Hon fortsatte skulptera i marmor och skapade allt fler verk till altartavlor och dylikt för romersk-katolska mecenater. Konstvärlden glömde bort henne och 1901 hade hon flyttat till London. I brittiska folkräkningen 1901 listades hon som boende på 37 Store Street, Holborn, med finansiering från "egna medel". Hon uppger sig vara 59 år, och vara verksam som "konstnär (modellör)" och hennes födelseplats som "Indien". Hennes senare liv är okänt. Lewis gifte sig aldrig och fick inga barn.

## Död

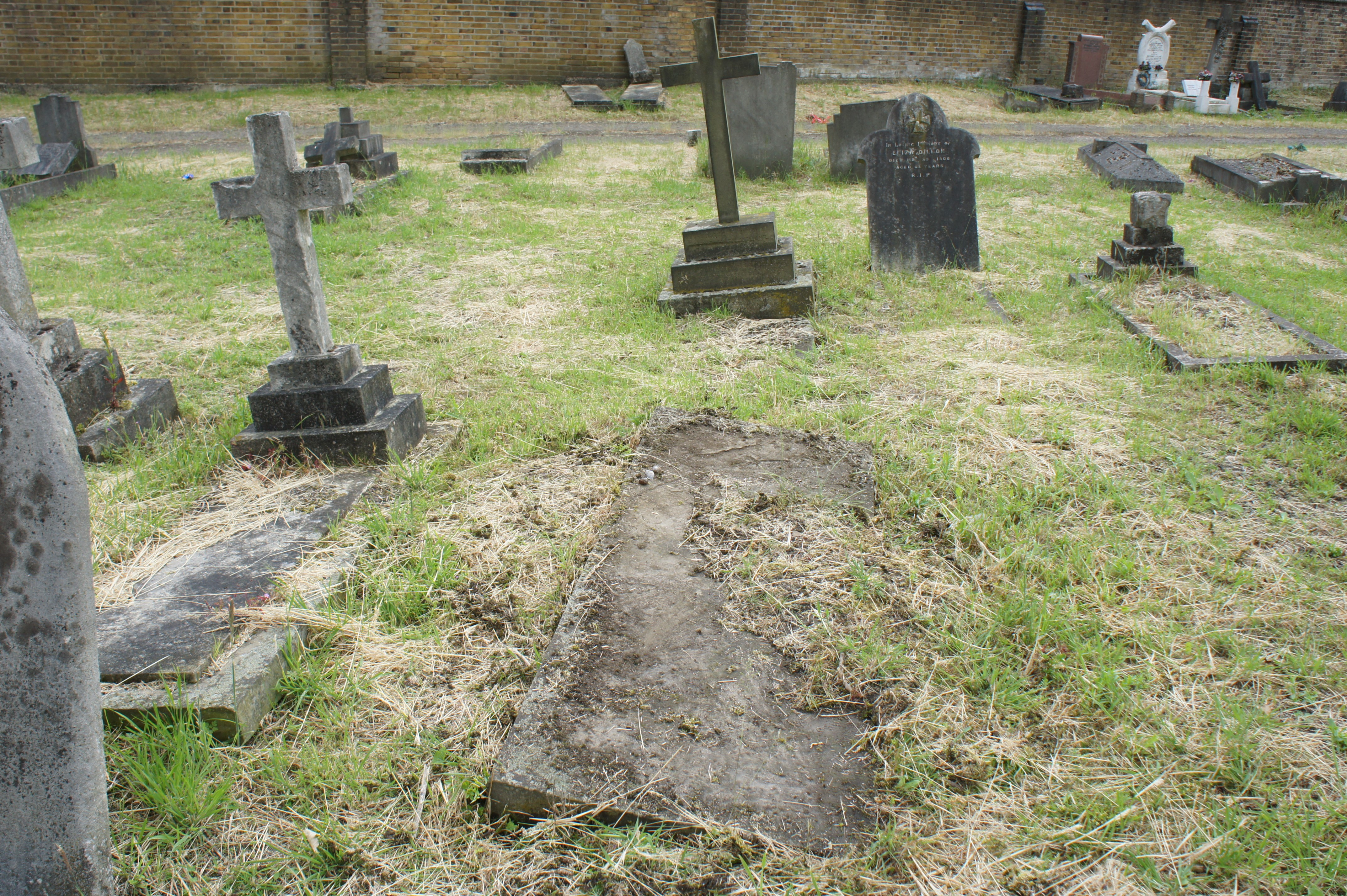
Lewis grav på kyrkogården St. Mary's Roman Catholic Cemetery i London.

Hon bodde i Hammersmith i London när hon dog den 17 september 1907. Enligt hennes dödsattest dog hon av kronisk Brights sjukdom. Hon är begravd på St. Mary's Roman Catholic Cemetery, i London. Hennes halvbror Samuel dog 1896 och begravdes på Sunset Hills Cemetery i Bozeman.
Tidigare har det förekommit teorier om att Edmonia Lewis dog i Rom 1907 eller att hon dog i Marin County i Kalifornien och begravdes i en omärkt grav i San Francisco.

## Konstverk

### Beskrivning av några kända verk

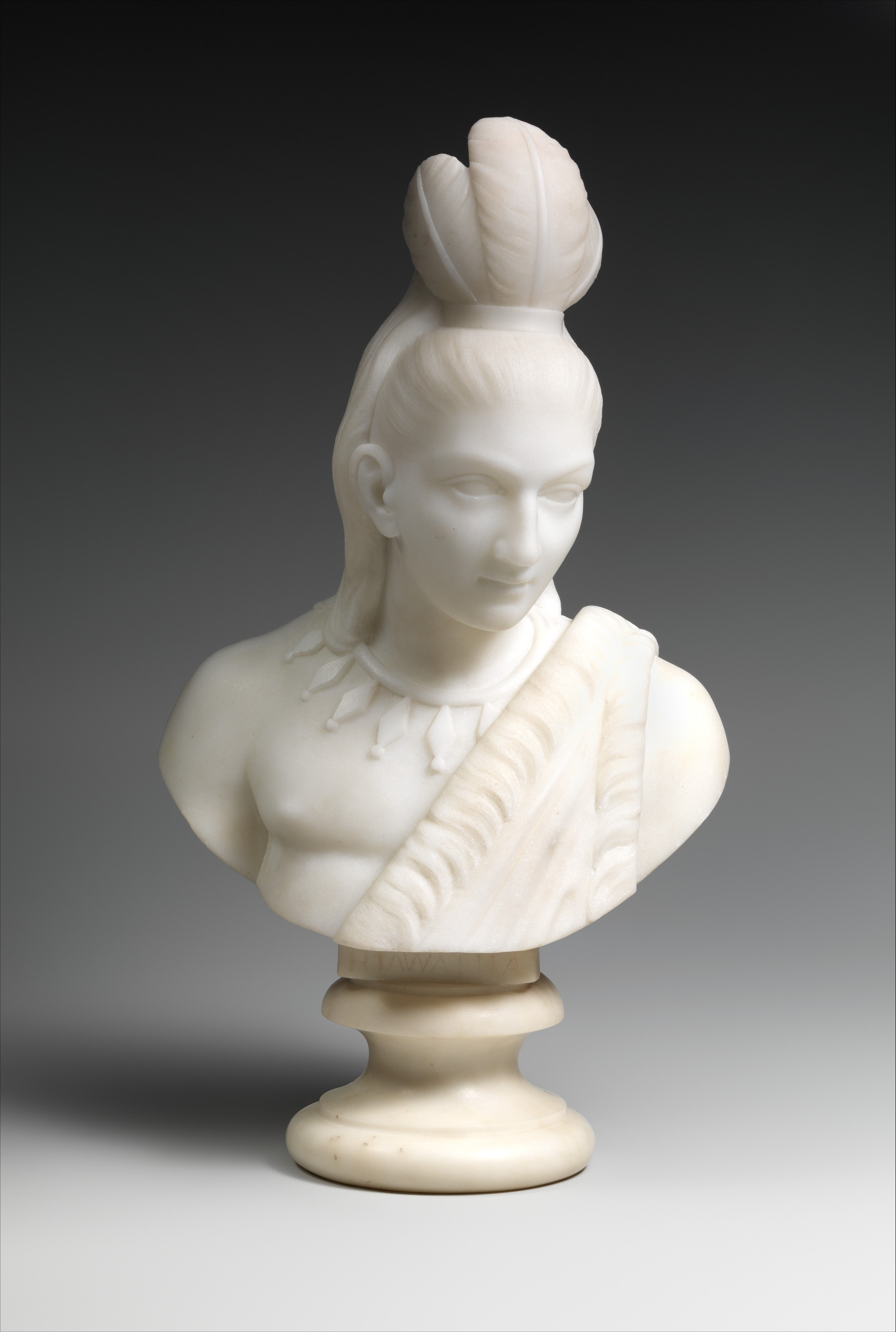
Hiawatha (1868), marmorbyst baserad på Henry Wadsworth Longfellows dikt.

#### Old Arrow-Maker and his Daughter(1866)
Old Arrow-Maker and his Daughter ("Den gamle pilmakaren och hans dotter") är en skulptur där Lewis lät sig inspireras av sitt eget ursprung och koppling till USA:s ursprungsbefolkning. Skulpturen är placerad på en cirkulär sockel. Figurerna är klädda i traditionella kläder och mannen har tydliga indianska ansiktsdrag. Flickan saknar dylika karaktärsdrag och påminner mer om en vit kvinna vilket är typiskt för många av Lewis kvinnliga figurer.

#### Forever Free(1867)

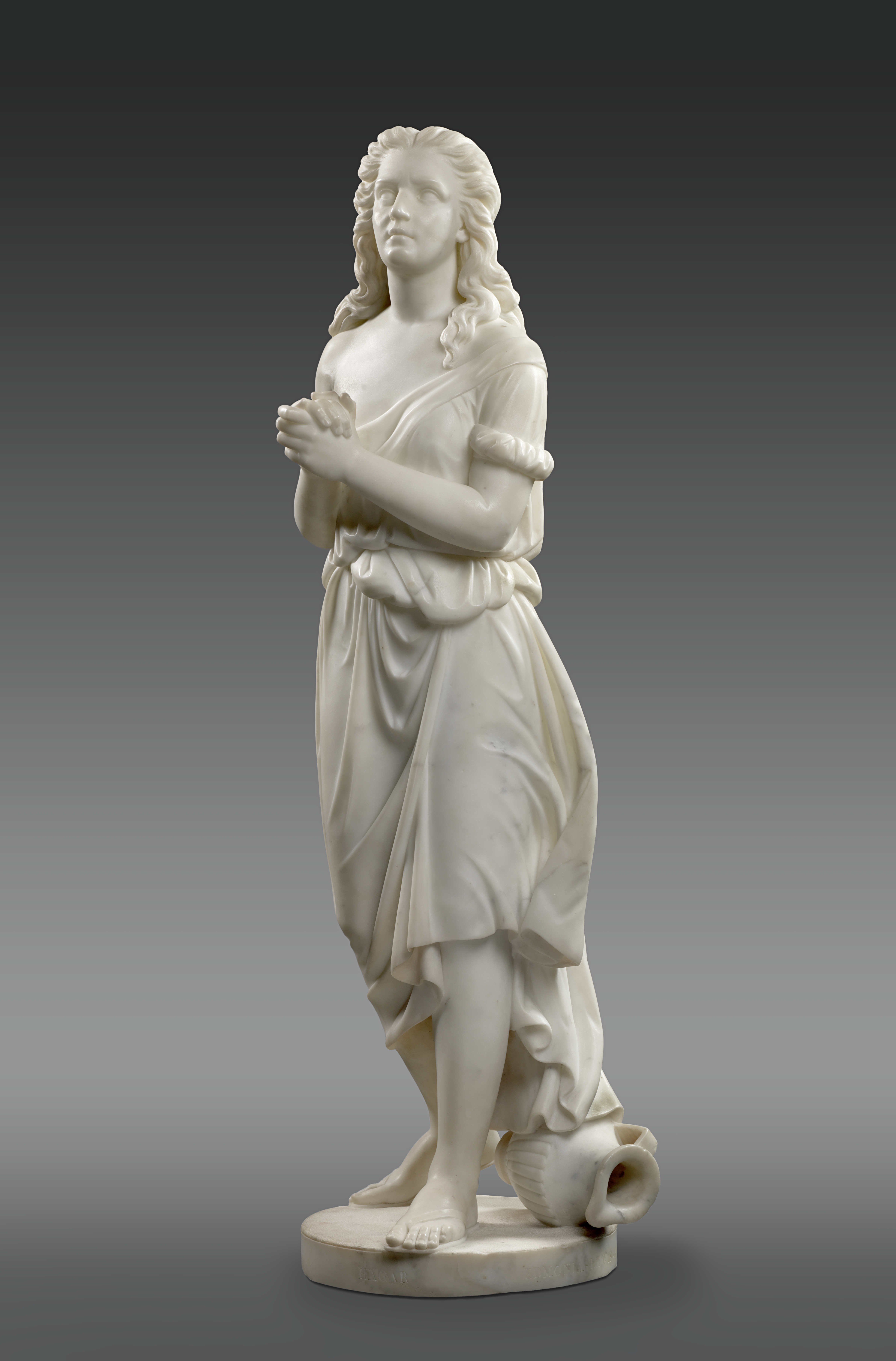
Hagar (1868).

Forever Free ("För evigt fri") är en vit marmorskulptur som föreställer en stående man med blicken i skyn som lyfter sin vänstra arm i luften. Runt hans vänstra vrist sitter en kedja men den håller honom inte fast. Till höger om honom står en kvinna på knä med händerna som i bön. Mannens högra hand vilar lätt på hennes högra axel. Forever Free gestaltar de afroamerikanska slavarnas frigörelse efter inbördeskriget, en hyllande av de svartas befrielse, frälsning och gottgörelse. Med skulpturen försöker Lewis bryta med olika stereotyper kopplade till den afroamerikanska kvinnan. Till exempel porträtterar hon kvinnan helt klädd medan mannen bara är delvis klädd. Detta för att kommentera den sexualiserade uppfattningen om den afroamerikanska kvinnan. Skulpturen symboliserar också slutet av inbördeskriget. Medan afroamerikaner var juridiskt fria, fortsatte de att vara förtryckta och begränsade, vilket framgår av det faktum att paret hade kedjor runt sina kroppar. Representationen av ras och kön har kritiserats av moderna forskare, särskilt då den kvinnliga figuren har en eurocentrisk karaktär. Verket ingår i Howard University Gallery of Arts samling i Washington, D.C..

#### Hagar(1868)
Lewis skapade denna vita marmorskulptur inspirerad av en berättelse ur Gamla testamentet. Den visar Hagar med händerna i bön som stirrar på något. Hagar var tjänarinna eller slav åt Abrahams fru Sara. Då Sara inte kunde få barn, gav hon Hagar till Abraham så att han kunde få en son med henne. Hagar födde Abrahams förstfödde son Ishmael. Efter att Sara trots allt födde den egna sonen Isak vände hon sig emot Hagar och fick Abraham att kasta ut Hagar i öknen. Lewis använder Hagar för att symbolisera den afroamerikanska modern och övergreppen mot den svarta kvinnan. Lewis tenderade att skulptera starka kvinnor ur historien, vilket inte bara syns i "Hagar" utan också i Kleopatraskulpturen. Lewis avbildade även vanliga kvinnor i storslagna  situationer, med betoning på deras styrka.

#### The Death of Cleopatra(1876)
Efter att ha varit magasinerad presenterades den stora marmorskulpturen 1878 på Chicago Interstate Industrial Exposition där den dock förblev osåld. Skulpturen köptes senare av en man som kallades för "Blind John" Condon som inhandlade den som gravmonument över en kapplöpningshäst som hette Cleopatra. Gravmonumentet placerades framför skådarläktaren på hans hästkapplöpningsbana i Harlem i Chicagoförorten Forest Park, där skulpturen stod kvar tills den flyttades till en lager i Cicero. Där utsattes den för omfattande skadegörelse, bland annat blev den målad av ett gäng pojkscouter. Dr James Orland, en tandläkare i Forest Park och medlem av Forest Park Historical Society förvärvade skulpturen och magasinerade den på Forest Park Mall.
Långt senare sökte Marilyn Richardson, en frilansande curator och forskare kring afroamerikansk konst som arbetade på en biografi över Lewis, efter The Death of Cleopatra. Metropolitan Museum of Art ledde Richardson till Forest Park Historical Society och Dr. Orland eftersom museet tidigare hade kontaktats av den historiska föreningen angående skulpturen. Efter att Richardson hade bekräftat var skulpturen fanns, kontaktade hon den afroamerikanska bibliografen Dorothy Porter Wesley som tillsammans kontaktade George Gurney, verksam vid Smithsonian American Art Museum. Det hela slutade med att Forest Park Historical Society 1994 donerade skulpturen till Smithsonian American Art Museum. Skulpturen restaurerades av Andrezej Dajnowski tillsammans med Smithsonian, till sitt i det närmaste ursprungsskick efter att bland annat ha reparerat näsan, sandalerna, händerna och kinden till en kostnad av runt 30 000 dollar.

### Lista över viktiga verk
- John Brown medaljong (1864–1965)
- Colonel Robert Gould Shaw (1864) gips
- Anne Quincy Waterston (1866)
- A Freed Woman and Her Child (1866)
- The Old Arrow-Maker and His Daughter (1866)
- The Marriage of Hiawatha (1866–1867)
- Forever Free (1867)
- Colonel Robert Gould Shaw (1867–1968), marmor
- Hagar in the Wilderness (1868)
- Madonna Holding the Christ Child (1869)
- Hiawatha (1868) ingår i Metropolitan Museum of Arts samling, [62]
- Minnehaha (1868) ingår i Metropolitan Museum of Arts samling[62]
- Indian Combat (1868) carraramarmor, ingår i Cleveland Museum of Arts samling[63]
- Henry Wadsworth Longfellow (1869–1971)
- Bust of Abraham Lincoln (1870)[64]
- Asleep (1872)[64]
- Awake (1872)[64]
- Poor Cupid (1873)
- Moses (1873)
- Byst av James Peck Thomas (1874) ingår i Allen Memorial Art Museums samling. Detta är hennes enda kända porträtt av en befriad slav.[65]
- Hygieia (1874)
- Hagar (1875)
- The Death of Cleopatra (1876), marmor, ingår i Smithsonian American Art Museums samling
- John Brown (1876) Rom, gipsbyst
- Henry Wadsworth Longfellow (1876) Rom, gipsbyst
- General Ulysses S. Grant (1877–1978)
- Veiled Bride of Spring (1878)
- John Brown (1878–1979)
- The Adoration of the Magi (1883)[66]
- Charles Sumner (1895)

### Bildgalleri

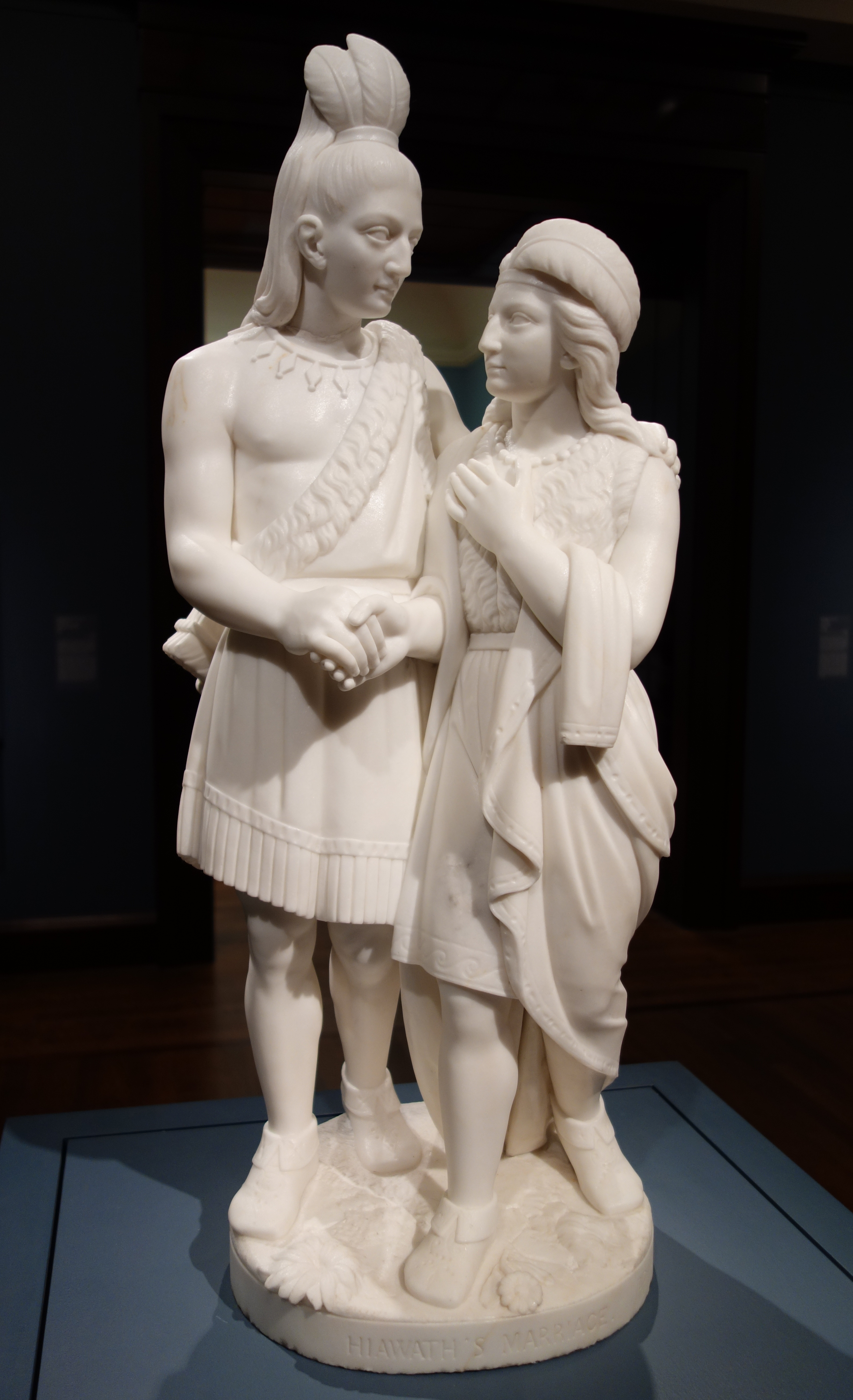
Hiawatha's Marriage (1866–1867)
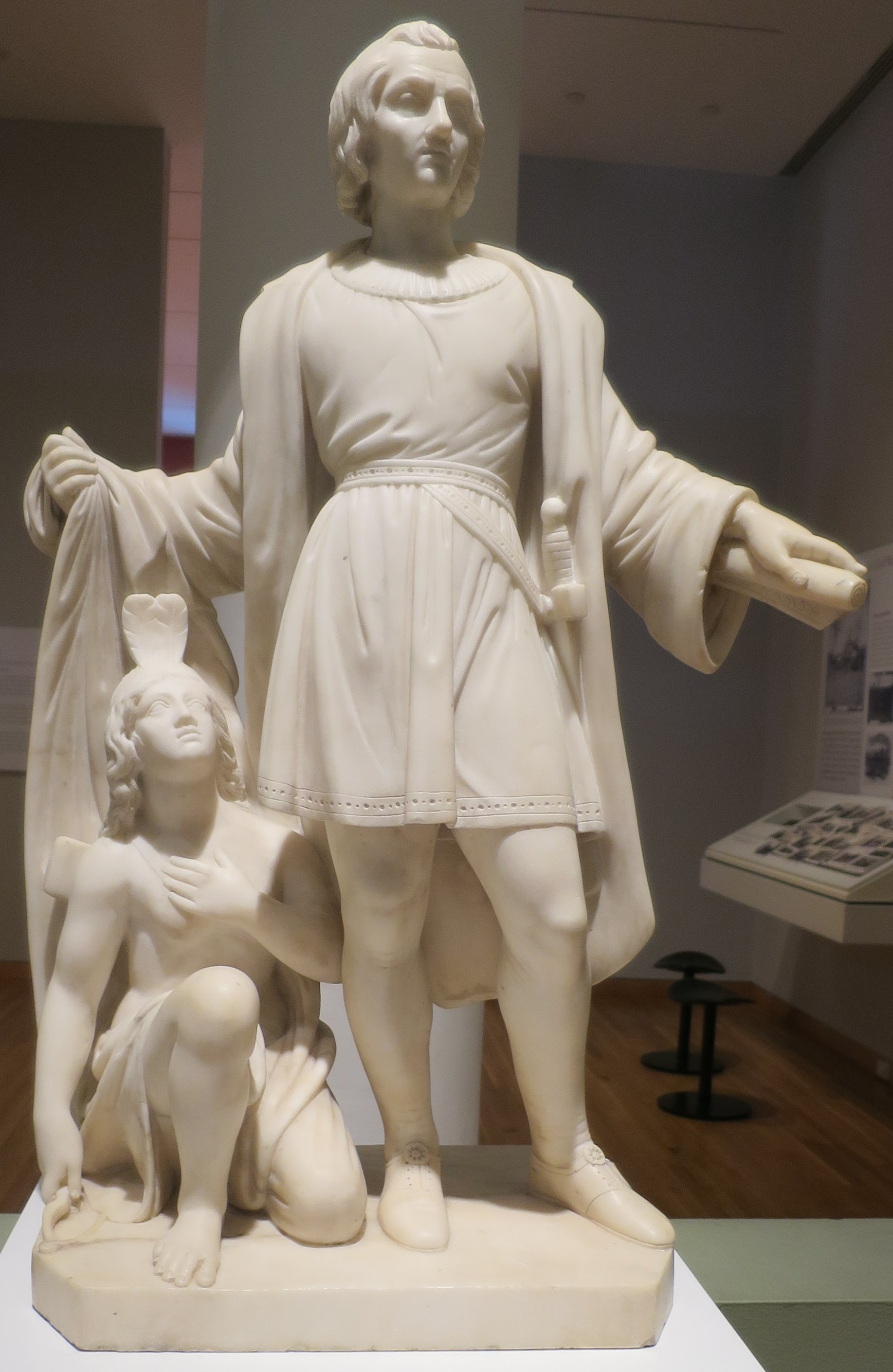
Columbus cirka 1865–1867, High Museum of Art
Anna Quincy Waterstone, cirka 1866, Smithsonian American Art Museum